# إطار سياسات الاستثمار للتنمية المستدامة
إطار سياسات الاستثمار للتنمية المستدامة هو كيان ديناميكي تم إنشاؤه لمساعدة الحكومات على وضع سياسة استثمار سليمة، خصوصاً اتفاقيات الاستثمار الدولية، التي تستفيد من الاستثمار الأجنبي المباشر من أجل التنمية المستدامة. تم تحضيره بواسطة شعبة الاستثمار والمشاريع التابعة لمؤتمر الأمم المتحدة للتجارة والتنمية (الأونكتاد). إن إطار سياسات الاستثمار للتنمية البشرية نص غير قابل للتفاوض أو متعهد عليه بين الدول؛ ولكن بالأحرى مبادرة من أمانة الأونكتاد والتي تقدم إرشادات الخبراء مع ترك صناع السياسة المحلية حراً في التكيف. إطار سياسات الاستثمار للتنمية البشرية هو نتيجة العديد من المشاورات مع الخبراء حيث أنها بمثابة منصة لتوفير مزيد من التشاور والمناقشة مع جميع أصحاب المصلحة في الاستثمار. والهدف الرئيسي له هو خلق توازن بين والتزامات الدول والمستثمرين مع الحفا على بيئات استثمارية ملفتة للانتباه.
في مواجهة التحديات الاقتصادية والاجتماعية العالمية المستمرة، ينوي الأونكتاد في إطار سياسات الاستثمار للتنمية المستدامة:
- تعزيز جيل جديد من اتفاقات الاستثمار من خلال متابعة جدول أعمال أوسع للتنمية وتقديم التوجيه لصانعي السياسات عند صياغة سياسات الاستثمار الوطنية والدولية.
- تحقيقاً لهذه الغاية، يحدد إطار سياسات الاستثمار للتنمية المستدامة أحد عشر المبادئ الأساسية الحاسمة. ومن خلال هذه المبادئ الأساسية يوفر إرشادات ونصائح للدول بشأن صياغة سياسة استثمار جيدة، بما في ذلك يتضمن خيارات للمفاوضين لتعزيز قيمة التنمية المستدامة لسياسات الاستثمار المحلي.

## خلفية إطار سياسات الاستثمار للتنمية المستدامة
يعزى إطار سياسات الاستثمار للتنمية المستدامة إلى سوابق عديدة دعت فيها الدول الأعضاء في الأمم المتحدة إلى التنمية الاقتصادية المستدامة، وفهم أن الاستثمار جانب حاسم للتنمية المستدامة، وخبرة مؤتمر الأمم المتحدة للتجارة والتنمية التي امتدت لثلاثة عقود ونصف في مجال البحث وتحليل السياسات.
يعزز ميثاق الأمم المتحدة- من بين أمور أخرى- هدف التقدم الاقتصادي والاجتماعي. تدعو أهداف الأمم المتحدة الإنمائية للألفية (MDGs) إلى شراكة عالمية من أجل التنمية. يشجع الهدف الثامن خصوصًا، على المضي في تطوير نظام تجاري ومالي مفتوح وقائم على القواعد وقابل للتنبؤ وغير تمييزي، والذي يتضمن التزامًا بالحوكمة الرشيدة والتنمية والحد من الفقر، على الصعيدين الوطني والدولي، وتعدّ مفاهيم تنطبق بالتساوي على نظام الاستثمار.
أقر «توافق آراء مونتيري» الصادر عن مؤتمر الأمم المتحدة حول تمويل التنمية لعام 2002، بأن البلدان بحاجة إلى مواصلة جهودها لتحقيق مناخ استثماري شفاف ومستقر وقابل للتنبؤ. تدعو خطة جوهانسبرج للتنفيذ الصادرة عن الأمم المتحدة في سبتمبر 2002، عقب إعلان ريو، إلى صياغة استراتيجيات وطنية للتنمية المستدامة وإنفاذها، بما يساهم في دمج الجوانب الاقتصادية والاجتماعية والبيئية.
اعتمد مؤتمر الأمم المتحدة الرابع المعني بالبلدان الأقل نماء في مايو 2011 برنامج عمل إسطنبول، مع التركيز بشكل أكبر على بناء القدرات الإنتاجية والتحول الهيكلي كعناصر أساسية لتحقيق تنمية مستدامة أكثر قوة وتوازنًا وإنصافًا وشمولًا. أقر مؤتمر الأمم المتحدة للتجارة والتنمية الثالث عشر لعام 2012 بدور الاستثمار الأجنبي المباشر في التنمية المستدامة والنمو الاحتوائي.
ألهمت العديد من المواثيق الدولية الأخرى المبادئ الأساسية التي شكلت إطار سياسات الاستثمار للتنمية المستدامة. تشمل على وجه الخصوص، الإعلان العالمي لحقوق الإنسان، والمبادئ التوجيهية للأمم المتحدة بشأن الأعمال التجارية وحقوق الإنسان، واتفاقية إنشاء وكالة ضمان الاستثمار متعددة الأطراف، والمبادئ التوجيهية للبنك الدولي، والميثاق العالمي للأمم المتحدة، والإعلان الثلاثي لمنظمة العمل الدولية بشأن المبادئ المتعلقة بالمؤسسات متعددة الجنسيات والسياسة الاجتماعية، والعديد من الاتفاقيات ذات الصلة بمنظمة التجارة العالمية، بما في ذلك الاتفاقية العامة للتجارة في الخدمات، واتفاقية تدابير الاستثمار المتصلة بالتجارة، والاتفاقية بشأن المشتريات الحكومية.

## الجيل الجديد من سياسات الاستثمار
يجسد إطار سياسات الاستثمار للتنمية المستدامة الجيل الجديد من سياسات الاستثمار التي تسعى إلى خلق إستراتيجية تنموية أكثر تعقيدًا، تحافظ على مناخ استثماري ملائم. تسعى سياسات الاستثمار للجيل الجديد إلى إعطاء سياسة الاستثمار مكانة أكثر بروزًا في استراتيجيات التنمية. تجعل الحاجة المستمرة للاستجابة للتحديات والاتجاهات الناشئة حديثًا، مراجعة هذه الإرشادات وتعديلها أمرًا ضروريًا.

## الطبيعة الديناميكية لإطار سياسات الاستثمار للتنمية المستدامة ومركز سياسة الاستثمار
وُضع إطار سياسات الاستثمار للتنمية المستدامة بهدف تقديم مساعدة فنية فورية للتفاوض بشأن اتفاقيات الاستثمار، مع الحفاظ على الحوار بين أصحاب المصلحة في سياسة الاستثمار، متضمنًا مجتمع التنمية الدولي، والمستثمرين، ومؤسسات الأعمال، والنقابات العمالية، والمنظمات غير الحكومية ذات الصلة ومجموعات المصالح. يُتوقع أن تفضي هذه المشاورات الجارية بين أصحاب المصلحة المتعددين إلى وثيقة ديناميكية.
وفر مؤتمر الأمم المتحدة للتجارة والتنمية بالتنسيق مع إطار سياسات الاستثمار للتنمية المستدامة، منبرًا لمزيد من المشاورات والمناقشات مع جميع أصحاب المصلحة في مجال الاستثمار، ودُعي مركز سياسة الاستثمار الذي يسمح لأصحاب المصلحة المستثمرين بنشر تعليقات بشأن محتوى إطار سياسات الاستثمار للتنمية المستدامة، ومن ثم فإن الجمع بين إطار سياسات الاستثمار للتنمية المستدامة ومركز سياسات الاستثمار سيمكّن الأول من أن يظل موردًا قيمًا لواضعي سياسات الاستثمار في المستقبل.